# Zulusi
Zulusi – lud afrykański z grupy plemion Nguni. Zulusi mówią językiem zulu, z rodziny bantu, zbliżonym do języka xhosa. Ich populację szacuje się na ponad 13 milionów, zamieszkują Afrykę Południową, zajmują się hodowlą, uprawą roślin, są też robotnikami w przemyśle i w kopalniach. Najgęściej skoncentrowani w prowincji KwaZulu-Natal, w Południowej Afryce.

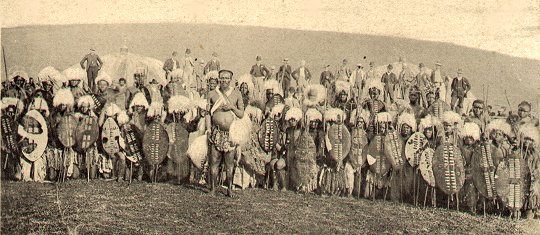
Zuluscy wojownicy

## Historia

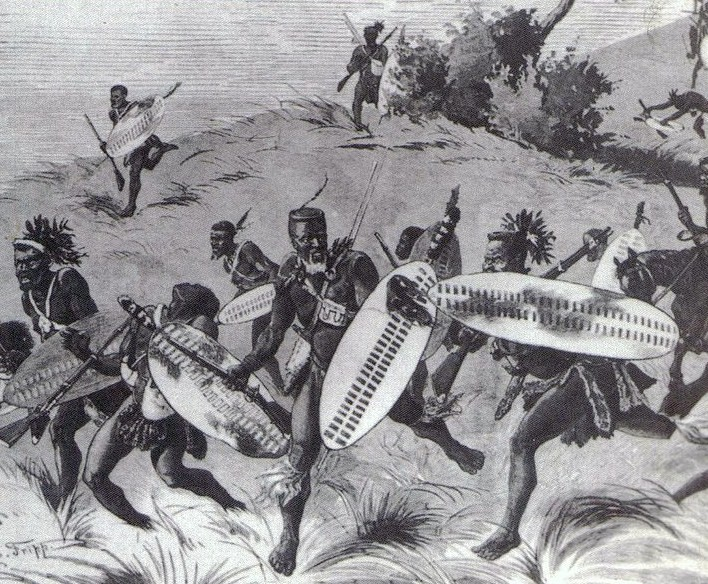
Zulusi na ilustracji z końca XIX wieku

Na początku XIX wieku stworzyli wiele militarnych małych państw na południu Afryki, pod wodzą Czaki stawiali opór Burom i Brytyjczykom. Po klęsce w 1879 większość terytoriów Zulusów została włączona do Związku Południowej Afryki.

## Język

Proporcja populacji używającej języka zulu jako mowy ojczystej, na podstawie spisu ludności z 2011

Lud Zulu posługuje się językiem zwanym isiZulu, należącym do rodziny bantu, podgrupy nguni. Zulu jest najpowszechniej używanym językiem w RPA, gdzie ma status języka urzędowego. Ponad połowa mieszkańców RPA rozumie zulu, dla 9 milionów jest to pierwszy język, a dla ponad 15 milionów język drugi. Wielu Zulusów włada również językiem afrykanerskim, angielskim, portugalskim, tsonga, sotho lub innym spośród jedenastu języków urzędowych RPA.